# Jules Pavillard
Pour les articles homonymes, voir Pavillard.
Jules Pavillard (Bayonne, 7 avril 1868 - Montpellier, 5 novembre 1961) est un botaniste français.

## Biographie
Il est reçu, en 1894, agrégé de sciences naturelles après ses études à l'université de Bordeaux. Il commence sa carrière comme professeur de lycée à Grenoble, puis, le 2 janvier 1895, à Montpellier.
Après quelques mois d'enseignement au lycée de Grenoble, en janvier 1895 il est nommé à Montpellier. C'est là qu'il fera toute sa carrière, d'abord au lycée, puis à la faculté des sciences de l'université, où, en 1908, sur proposition de Charles Flahault, il est nommé maître de conférence à l'Institut botanique de Montpellier, puis, en 1909, professeur adjoint. 
Entre-temps, en 1905, il soutient,à Paris, une thèse de doctorat intitulée « Recherches sur la flore pélagique (Phytoplakton) de l'étang de Thau. » à Paris. Quelque 20 ans plus tard, en 1927, il succède à Flahault comme directeur de l'institut botanique.
En 1913, il épouse mademoiselle Cluzeau. Une fille et un fils naissent de ce mariage. Son fils, Jean, déjà Maître de conférence à l'Université de Toulouse, meurt du vivant de ses parents, d'un accident.
En 1930, il fonde avec Josias Braun-Blanquet et d'autres botanistes la Station internationale de géobotanique méditerranéenne et alpine de Montpellier, et en devient le président.
Ses archives se trouvent en partie aux Archives départementales de l'Hérault. Un fonds d’environ 150 documents a été donné à la Bibliothèque de Pharmacie de la Bibliothèque Inter Universitaire de Montpellier.

## Œuvres
Jules Pavillard est l'auteur d'une centaine de publications ; parmi les plus importantes, on retiendra :
- Éléments de biologie végétale, Société d'Éditions Scientifiques, 1901, 589 p.
- Recherches sur la flore pélagique (phytoplankton) de l'Étang de Thau, Impr. G. Firmin, Montane et Sicardi, 1905, 116 p.
- État actuel de la protistologie végétale, G. Fischer, 1910, 71 p.
- Essai sur la nomenclature phytogéographique, Impr. générale du Midi, 1912, 14 p.
- Recherches sur les diatomées pélagiques du Golfe du Lion, Station Zoologique, 1916, 62 p.
- Espèces et associations: essai phytosociologique, 1920, 34 p.
- Bacillariales, A. F. Host & Son, 1925 vol.1, & vol.2, 72 p.
- Vocabulaire de sociologie végétale, avec Josias Braun-Blanquet, Imprimerie Roumégous & Déhan, 1928, 23 p.
- Sur quelques formes intéressantes ou nouvelles du phytoplankton (diatomées et péridiniens), des croisières du Prince Albert Ier de Monaco, 1930, 12 p.
- Phytoplankton (diatomées, péridiniens): provenant des campagnes scientifiques du prince Albert Ier de Monaco, Imprimerie de Monaco, 1931, 203 p.
- Péridiniens et diatomées pélagiques recueillis par Alain Gerbault entre les îles Marquises et les îles Galapagos, 20 mars 1935
- Histoire d'une carrière, Montpellier, 1938
- Remarques systématiques sur quelques Péridiniens, Musée océanographique, 1953, 3 p.

## Fonds d'archives
- Fonds de la famille Aubouy (1870-1956) [0,15 ml].  Cote : 145 J. Montpellier : Archives départementales de l'Hérault (présentation en ligne).